# Plecotus ognevi
Plecotus ognevi — вид рукокрилих родини Лиликові (Vespertilionidae).

## Поширення, поведінка
Цей таксон був зведений з підвиду P. auritus до видового статусу Spitzenberger і співавт. (2006). Країни проживання: Китай, Казахстан, Південна Корея, Північна Корея, Монголія, Росія. Мешкає в степових і лісостепових місцях проживання в північній Монголії, в південній тайзі й гірських лісах в Сибіру і помірних лісах на решті свого ареалу. Він часто лаштує сідала в ущелинах дерев. Не уникає районів, населених людьми. Живиться дрібними і середнього розміру комахами, включаючи комарів і метеликів. Полює вночі, ловлячи здобич в повітрі, але також шукає її на землі. Гніздиться колоніями, молодь народжується в червні, як правило, тільки одне дитинча у виводку.